# Палеопротерозой
Палеопротерозо́й — геологическая эра, часть протерозоя, начавшаяся 2,5 миллиарда лет назад и окончившаяся 1,6 миллиарда лет назад. В это время происходит первая стабилизация континентов и появление эукариот. В начале палеопротерозоя произошло одно из самых сильных вымираний, произошедшее из-за фотосинтезирующих существ — кислородная катастрофа.
До значительного повышения содержания кислорода в атмосфере почти все существующие формы жизни были анаэробами, то есть обмен веществ в живых формах зависел от форм клеточного дыхания, которые не требовали кислорода. Доступ кислорода в больших количествах губителен для большинства анаэробных бактерий, поэтому в это время большая часть живых организмов на Земле исчезла. Оставшиеся формы жизни были либо невосприимчивы к окислению и губительному воздействию кислорода, либо проводили свой жизненный цикл в среде, лишённой кислорода.
Также в начале палеопротерозоя, 2,4—2,1 млрд лет назад, произошёл самый длительный и холодный ледниковый период — гуронское оледенение.
Окаменелости древнейших многоклеточных подвижных организмов возрастом около 2,1±0,3 млрд лет назад обнаружены в виде нитей в сланцах бассейна Франсвиль в Габоне.
Палеопротерозой разделён на четыре периода (от наиболее раннего внизу до наиболее позднего вверху):
- Статерий;
- Орозирий;
- Рясий;
- Сидерий.